# 青年体育场 (克鲁舍瓦茨)
青年体育场，音译则为姆拉多斯特体育场，是塞尔维亚克鲁舍瓦茨一个多用途体育场。目前多用作足球赛事场地。观众席容量为10,811人。克鲁舍瓦茨进步足球俱乐部的主场也设于此。该体育场建设于1976年.